# 福岡県道55号宮田遠賀線
福岡県道55号宮田遠賀線（ふくおかけんどう55ごう みやたおんがせん）は、福岡県宮若市から遠賀郡遠賀町に至る県道（主要地方道）である。

## 概要
宮若市宮田から遠賀郡遠賀町大字今古賀に至る。鞍手郡鞍手町大字室木から終点まで旧国鉄室木線に並行する経路であり、廃線跡が本路線のバイパス道路となっている区間がある（歩道を両側に整備し、旧道の直角コーナー・急カーブ・幅員狭小箇所を解消）。さらにJR九州鹿児島本線との交差部は旧橋の西側に新しい跨線橋が建設され、2012年（平成24年）3月24日より切り替わった。

### 路線データ
- 起点：福岡県宮若市宮田（宮田郵便局前交差点、福岡県道21号福岡直方線交点）
- 終点：福岡県遠賀郡遠賀町大字今古賀（遠賀町役場前交差点、福岡県道285号浜口遠賀線終点、福岡県道299号岡垣遠賀線交点）

## 歴史
- 1993年（平成5年）5月11日 - 建設省から、県道宮田遠賀線が宮田遠賀線として主要地方道に指定される[1]。

## 路線状況

### 重複区間
- 福岡県道21号福岡直方線（宮若市本城・本城徳丸交差点 - 宮若市本城・クリーンセンター入口交差点）

### 道路施設

#### 橋梁
- 北田橋（北田川、鞍手郡鞍手町）
- 城ノ越橋（蓮角川、遠賀郡遠賀町）
- 遠賀跨線橋（鹿児島本線、遠賀郡遠賀町）

## 地理

### 通過する自治体
- 宮若市
- 鞍手郡鞍手町
- 遠賀郡遠賀町

### 交差する道路
| 交差する道路                                    | 市町村名 | 市町村名 | 交差する場所 | 交差する場所               |
| ----------------------------------------------- | -------- | -------- | ------------ | -------------------------- |
| 福岡県道21号福岡直方線                          | 宮若市   | 宮若市   | 宮田         | 宮田郵便局前交差点 / 起点  |
| 福岡県道21号福岡直方線 / バイパス 重複区間起点  | 宮若市   | 宮若市   | 本城         | 本城徳丸交差点             |
| 福岡県道21号福岡直方線 / バイパス 重複区間終点  | 宮若市   | 宮若市   | 本城         | クリーンセンター入口交差点 |
| 福岡県道475号室木直方線                         | 鞍手郡   | 鞍手町   | 大字室木     | 長山交差点                 |
| 福岡県道9号室木下有木若宮線                     | 鞍手郡   | 鞍手町   | 大字室木     | 室木交差点                 |
| 福岡県道29号直方宗像線                          | 鞍手郡   | 鞍手町   | 大字八尋     | 古江交差点                 |
| 福岡県道293号新延中間線                         | 鞍手郡   | 鞍手町   | 大字古門     | 道中交差点                 |
| 福岡県道285号浜口遠賀線 福岡県道299号岡垣遠賀線 | 遠賀郡   | 遠賀町   | 大字今古賀   | 遠賀町役場前交差点 / 終点  |

### 交差する鉄道
- 山陽新幹線
- 鹿児島本線

### 沿線
- 宮田郵便局
- 徳丸池
- 長州産業九州工場
- 宮若市市民球技場
- 鞍手町立室木小学校
- 鞍手町立西川小学校
- 鞍手町総合福祉センターくらじの郷
- 福岡県立鞍手高等学校鞍手町立豊翔館
- 大石産業九州第一工場
- 清新産業鞍手工場
- 遠賀町立遠賀南中学校
- 遠賀町役場